# تاتار سفلي
تاتار سفلي هي قرية في مقاطعة خدا أفرين، إيران. عدد سكان هذه القرية هو 348 في سنة 2006.